# The Annals of Mathematical Statistics
The Annals of Mathematical Statistics war eine Statistik-Fachzeitschrift mit Peer-Review, die zwischen 1930 und 1972 vom Institute of Mathematical Statistics herausgegeben wurde. Ein Jahr später erschienen die beiden Fachzeitschriften The Annals of Probability und The Annals of Statistics, die diese Fachzeitschrift ersetzten.